# Fraktionale Infinitesimalrechnung
Die Fraktionale Infinitesimalrechnung bezeichnet die Erweiterung des Ableitungsbegriffs auf nichtganzzahlige Ordnungen. Der Begriff „fraktional“ ist dabei historisch bedingt, die Ableitungen können ganz allgemein von reeller oder sogar komplexer Ordnung sein.

## Vorab: wichtige Funktionen und Integraltransformationen
Diese Funktionen und Transformationen haben meist jeweils eigene Artikel in Wikipedia. Da sie aber bei der Definition der fraktionalen Integrale elementar wichtig sind, sollen sie hier kurz als Definitionen zusammengefasst werden.

### (Unvollständige) Gammafunktion
Als Verallgemeinerung der Fakultätsfunktion wird die Gammafunktion wie folgt definiert:
{\displaystyle \Gamma (x)=\int _{0}^{\infty }t^{x-1}e^{-t}\mathrm {d} t}
Für ganzzahlige Argumente ergibt sich {\displaystyle \Gamma (n+1)=n!}. Im Falle der unvollständigen Gammafunktion wird nicht bis unendlich, sondern nur bis zu einem bestimmten Wert y integriert:
{\displaystyle \gamma (x,y)=\int _{0}^{y}t^{x-1}e^{-t}\mathrm {d} t}.

### Betafunktion
Die Eulersche Betafunktion wird definiert als
{\displaystyle \mathrm {B} (x,y)=\int _{0}^{1}t^{x-1}(1-t)^{y-1}\,\mathrm {d} t},
wobei sie sich auch als Produkt von Gammafunktionen darstellen lässt
{\displaystyle \mathrm {B} (x,y)={\frac {\Gamma (x)\cdot \Gamma (y)}{\Gamma (x+y)}}}.

### Hypergeometrische Funktion
Als Erweiterung der geometrischen Reihe wird die Verallgemeinerte hypergeometrische Funktion definiert als
{\displaystyle {}_{p}F_{q}(a_{1},\dots ,a_{p};b_{1},\dots ,b_{q};z)=\sum _{k=0}^{\infty }\prod _{i=1}^{p}{\frac {\Gamma (k+a_{i})}{\Gamma (a_{i})}}\prod _{j=1}^{q}{\frac {\Gamma (b_{j})}{\Gamma (k+b_{j})}}{\frac {z^{k}}{k!}}}.
Sofort einsichtig ist der Spezialfall
{\displaystyle {}_{0}F_{0}(;;z)=\sum _{k=0}^{\infty }{\frac {z^{k}}{k!}}=e^{z}}.

### Fouriertransformation
Für {\displaystyle f\in L^{1}(\mathbb {R} )} definiert man
{\displaystyle {\tilde {f}}(k)=({\mathcal {F}}f)(k)=\int _{-\infty }^{\infty }e^{-2\pi ikx}f(x)\mathrm {d} x}
als Fouriertransformation, und
{\displaystyle f(x)=\left({\mathcal {F}}^{-1}{\tilde {f}}\right)(x)=\int _{-\infty }^{\infty }e^{2\pi ikx}{\tilde {f}}(k)\mathrm {d} k}
als Rücktransformation.
Man beachte, dass es verschiedene Definitionsmöglichkeiten der Fouriertransformation gibt, die sich darin unterscheiden, in welche Transformation man das Minuszeichen in der e-Funktion schreibt, oder wo der Faktor von 2π auftaucht.
Translationsoperator: {\displaystyle (\tau _{a}f)(x)=f(x-a)\Rightarrow (\tau _{a}f)^{\sim }(k)=e^{-2\pi ika}{\tilde {f}}(k)\quad \land \quad \left(e^{2\pi iax}f\right)^{\sim }(k)=\left(\tau _{a}{\tilde {f}}\right)(k)={\tilde {f}}(k-a)}.
Streckoperator: {\displaystyle \left(\delta _{\lambda }f\right)(x)=f\left({\frac {x}{\lambda }}\right)\quad \forall \lambda >0\qquad \Rightarrow \qquad \left(\delta _{\lambda }f\right)^{\sim }(k)=\lambda f(\lambda k)}.
Faltung: {\displaystyle (f*g)(x)=\int _{-\infty }^{\infty }f(x-y)g(y)\mathrm {d} y\quad {\Biggl (}=\int _{-\infty }^{\infty }\left(\tau _{y}f\right)(x)g(y)\mathrm {d} y{\Biggr )}}.
Daraus folgt der Faltungssatz: Für {\displaystyle f,g\in L^{1}(\mathbb {R} )} ist
{\displaystyle \left({\mathcal {F}}(f*g)\right)(k)=({\mathcal {F}}f)(k)({\mathcal {F}}g)(k)}.
Die Fouriertransformation macht also aus der Faltung zweier Funktionen die Multiplikation ihrer Fouriertransformierten.
Weiter gilt für {\displaystyle f\in L^{1}(\mathbb {R} )}
{\displaystyle \left({\frac {\partial }{\partial x_{j}}}f\right)^{\sim }\left({\vec {k}}\right)=2\pi ik_{j}{\tilde {f}}\left({\vec {k}}\right)}.

### Laplacetransformation
Sei {\displaystyle f\in L_{loc}^{1}\left(\mathbb {R} ^{+}\right)} eine lokal integrierbare Funktion, dann ist die Laplacetransformation definiert als
{\displaystyle {\tilde {f}}(u)=({\mathcal {L}}f)(u)=\int _{0}^{\infty }f(x)e^{-ux}\ \!\mathrm {d} x.}
Die Laplacefaltung wird ähnlich wie die Fourierfaltung definiert und liefert einen ähnlichen Zusammenhang:
{\displaystyle (f\star g)(x)=\int _{0}^{\infty }f(x-y)g(y)\ \!\mathrm {d} y\Rightarrow {\mathcal {L}}(f\star g)(u)=({\mathcal {L}}f)(u)({\mathcal {L}}g)(u).}

## Geschichte
Bereits die Mathematiker Gottfried Wilhelm Leibniz und Leonhard Euler beschäftigten sich mit der Verallgemeinerung des Ableitungsbegriffes. Leibniz schildert in einem Brief an Guillaume François Antoine, Marquis de L’Hospital die Ähnlichkeit zwischen Potenzen und der Produktregel von Ableitungen:
{\displaystyle (x+y)^{n}=x^{n}y^{0}+nx^{n-1}y+\dots +x^{0}y^{n}}
{\displaystyle \mathrm {d} ^{n}(xy)=\mathrm {d} ^{n}x\mathrm {d} ^{0}y+n\mathrm {d} ^{n-1}x\mathrm {d} y+\dots +\mathrm {d} ^{0}x\mathrm {d} ^{n}y}
was sich scheinbar einfach auf
{\displaystyle \mathrm {d} ^{\alpha }(fg)=\mathrm {d} ^{\alpha }f\mathrm {d} ^{0}g+{\frac {\alpha }{1}}\mathrm {d} ^{\alpha -1}f\mathrm {d} g+{\frac {\alpha (\alpha -1)}{1\cdot 2}}\mathrm {d} ^{\alpha -2}f\mathrm {d} ^{2}g+{\frac {\alpha (\alpha -1)(\alpha -2)}{1\cdot 2\cdot 3}}\mathrm {d} ^{\alpha -3}f\mathrm {d} ^{3}g\dots }
verallgemeinern lässt (wobei man im Falle von α-n negativ {\displaystyle \mathrm {d} ^{\alpha -n}=\int _{}^{n-\alpha }} setzt). Jedoch treten bei solch naiver Verwendung von Symboliken Probleme auf.
Als Beispiel wähle man eine Funktion f so, dass
{\displaystyle \mathrm {d} f=f\mathrm {d} x\land \mathrm {d} ^{2}f=f\mathrm {d} x^{2}}
{\displaystyle \Rightarrow {\frac {\mathrm {d} ^{2}f}{\mathrm {d} x}}={\frac {\mathrm {d} \left({\frac {\mathrm {d} f}{\mathrm {d} x}}\right)}{\mathrm {d} x}}={\frac {\mathrm {d} f}{\mathrm {d} x}}=f\land \mathrm {d} x={\frac {\mathrm {d} f}{f}}}
Man beachte das mathematisch an sich nicht korrekte „Durchmultiplizieren“ mit dx. Man denkt bei so einer Funktion direkt an die e-Funktion, die jedoch damals noch nicht explizit als solche bekannt war. Wo trifft man nun auf einen Widerspruch, wenn man {\displaystyle \mathrm {d} ^{\alpha }f=f\mathrm {d} x^{\alpha }} betrachtet? Um das zu sehen setzt man einfach {\displaystyle \alpha ={\frac {1}{2}}}:
{\displaystyle {\frac {\mathrm {d} ^{\frac {1}{2}}f}{\mathrm {d} x^{\frac {1}{2}}}}={\frac {\mathrm {d} ^{\frac {1}{2}}f}{\left({\frac {\mathrm {d} f}{f}}\right)^{\frac {1}{2}}}}={\sqrt {\frac {f}{\mathrm {d} f}}}\mathrm {d} ^{\frac {1}{2}}f\neq f.}
Somit kann Leibniz’ einfacher Ansatz nicht die geeignete Lösung des Problems sein.

### Eulers Ansatz
Euler betrachtete ganzzahlige Ableitungen von Potenzfunktionen zm. Für diese gilt:
{\displaystyle {\frac {\mathrm {d} ^{n}z^{m}}{\mathrm {d} z^{n}}}={\frac {m!}{(m-n)!}}z^{m-n}.}
Er versuchte nun, diese Beziehung durch Ersetzen der Fakultäts- durch die von ihm gefundene Gammafunktion auf nichtganzzahlige Potenzen zu verallgemeinern:
{\displaystyle {\frac {\mathrm {d} ^{\alpha }z^{\beta }}{\mathrm {d} z^{\alpha }}}={\frac {\Gamma (\beta +1)}{\Gamma (\beta -\alpha +1)}}z^{\beta -\alpha }.}
Auch dieser Weg führt zu Widersprüchen. Wieder betrachte man die e-Funktion eλx, welche n-mal differenziert λneλx ergibt; verallgemeinert also:
{\displaystyle {\frac {\mathrm {d} ^{\alpha }e^{\lambda x}}{\mathrm {d} x^{\alpha }}}=\lambda ^{\alpha }e^{\lambda x}.}
Auf der anderen Seite jedoch ist die e-Funktion nur eine unendliche Potenzreihe, nämlich {\displaystyle e^{x}=\sum _{n=0}^{\infty }{\frac {x^{n}}{n!}}}.
Somit hat man zwei Möglichkeiten die α-Ableitung von ex zu berechnen:
1. Direkt: {\displaystyle {\frac {\mathrm {d} ^{\alpha }e^{x}}{\mathrm {d} x^{\alpha }}}=e^{x}}
2. Indirekt über die Potenzreihendarstellung: {\displaystyle {\frac {\mathrm {d} ^{\alpha }}{\mathrm {d} x^{\alpha }}}\sum _{n=0}^{\infty }{\frac {x^{n}}{n!}}=\sum _{n=0}^{\infty }{\frac {\mathrm {d} ^{\alpha }}{\mathrm {d} x^{\alpha }}}{\frac {x^{n}}{n!}}=\sum _{n=0}^{\infty }{\frac {x^{n-\alpha }}{\Gamma (n-\alpha +1)}}\neq \sum _{n=0}^{\infty }{\frac {x^{n}}{\Gamma (n+1)}}=e^{x}}

Diesen Widerspruch kann man mit dem Beispiel α=−1 erklären, wenn wieder negative Exponenten der Differentialoperatoren als Integrale aufgefasst werden:
{\displaystyle {\frac {\mathrm {d} ^{-1}}{\mathrm {d} x^{-1}}}e^{x}=\int _{-\infty }^{x}e^{t}\mathrm {d} t=e^{x}}
{\displaystyle {\frac {\mathrm {d} ^{-1}}{\mathrm {d} x^{-1}}}x^{\beta }=\int _{0}^{x}t^{\beta }\mathrm {d} t={\frac {x^{\beta +1}}{\beta +1}}}
Die unterschiedlichen unteren Grenzen verdeutlichen, dass man mit diesem Ansatz „wissen muss“, von wo bis wo man zu integrieren hat, um die korrekte Stammfunktion zu finden. Somit ist auch Eulers Ansatz, obwohl von der Idee und Ausführung her besser, nicht geeignet, den Differentialoperator korrekt auf reelle Potenzen zu verallgemeinern.

## Definition fraktionaler Integraloperatoren

### Iterative und fraktionale Integrale
Eine Möglichkeit, fraktionale Integrale widerspruchsfrei zu definieren ergibt sich aus der Formel
{\displaystyle \int _{a}^{x}\int _{a}^{y}f(z)\mathrm {d} z\mathrm {d} y=\int _{a}^{x}(x-y)f(y)\mathrm {d} y},
die die doppelte Integration über zwei Variablen mit gleicher unterer Grenze in ein einziges Integral überführt. Diese Formel kann auf beliebig viele Integrale erweitert werden.
Führt man nun noch den Integraloperator {\displaystyle I_{a+}} wie folgt ein
{\displaystyle (I_{a+}f)(x)=\int _{a}^{x}f(y)\mathrm {d} y=[F(y)]_{a}^{x}=F(x)-F(a)},
wobei F(x) eine Stammfunktion von f(x) ist, dann können beliebig hohe Potenzen dieses Operators dank obiger Formel von Mehrfachintegralen auf ein einziges Integral zurückgeführt werden:
{\displaystyle (I_{a+}^{n}f)(x)=\int _{a}^{x}\int _{a}^{y_{1}}\int _{a}^{y_{2}}\dots \int _{a}^{y_{n-1}}f(y_{n})\mathrm {d} y_{n}\mathrm {d} y_{n-1}\dots \mathrm {d} y_{1}={\frac {1}{(n-1)!}}\int _{a}^{x}(x-y)^{n-1}f(y)\mathrm {d} y}.
Im Gegensatz zu den Formeln zu Beginn kann man diesen Integraloperator relativ problemlos von ganzen Zahlen n auf reelle (bzw. komplexe) Zahlen α verallgemeinern, indem man n durch α und die Fakultät durch die Gammafunktion ersetzt und fordert, dass {\displaystyle -\infty \leq \alpha <x<\infty \land f\in L_{loc}^{1}(a,\infty )}:
{\displaystyle (I_{a+}^{\alpha }f)(x)={\frac {1}{\Gamma (\alpha )}}\int _{a}^{x}(x-y)^{\alpha -1}f(y)\mathrm {d} y}
Dies wird rechtsseitiges fraktionales Riemann-Liouville-Integral genannt. Analog dazu kann durch
{\displaystyle (I_{b-}^{\alpha }f)(x)={\frac {1}{\Gamma (\alpha )}}\int _{x}^{b}(y-x)^{\alpha -1}f(y)\mathrm {d} y}
das linksseitige Äquivalent definiert werden.

### Rückführung fraktionaler Integrale auf Faltungen
Definiert man die Distribution {\displaystyle x_{a+}^{\alpha }={\begin{cases}x^{\alpha }&\forall x>a\\0&\forall x\leq a\end{cases}}}, kann das fraktionale Integral auf eine Laplacefaltung zurückgeführt werden:
{\displaystyle {\mathcal {L}}\left(I_{a+}^{\alpha }f\right)(u)=({\mathcal {L}}f)(u)\left({\mathcal {L}}{\frac {x_{a+}^{\alpha }}{\Gamma (\alpha )}}\right)(u)},
da {\displaystyle {\mathcal {L}}\left(x_{a+}^{\alpha }\right)(u)=\Gamma (\alpha -1)u^{-\alpha -1}}

### Fraktionale Weylintegrale
Lässt man in den obigen Gleichungen {\displaystyle a} beziehungsweise {\displaystyle b} betragsmäßig gegen Unendlich gehen, erhält man die sogenannten Weylintegrale und die entsprechenden partiellen Integraloperatoren
{\displaystyle {\begin{aligned}\left(I_{+}^{\alpha }f\right)(x)&={\frac {1}{\Gamma (\alpha )}}\int _{-\infty }^{x}(x-y)^{\alpha -1}f(y)\mathrm {d} y\\\left(I_{-}^{\alpha }f\right)(x)&={\frac {1}{\Gamma (\alpha )}}\int _{x}^{\infty }(y-x)^{\alpha -1}f(y)\mathrm {d} y\end{aligned}}}
für {\displaystyle -\infty <x<\infty } und mit der Definitionsmenge {\displaystyle \{f{\mathcal {|}}I_{\pm }^{\alpha }f<\infty \}}. Diese Bedingung ist zum Beispiel für {\displaystyle f\in L^{p}(\mathbb {R} )} mit {\displaystyle 1\leq p\leq {\frac {1}{\alpha }}} erfüllt.

### Fraktionale Weylintegrale und Faltungen
Auch fraktionale Weylintegrale lassen sich auf Faltungen zurückführen. Allerdings sind dies Fourierfaltungen, da Weylintegrale eine unendliche untere beziehungsweise obere Grenze haben.
{\displaystyle \left(I_{+}^{\alpha }f\right)(x)={\frac {1}{\Gamma (\alpha )}}\int _{-\infty }^{x}(x-y)^{\alpha -1}f(y)\mathrm {d} y}
was durch {\displaystyle x-y=t} überführt werden kann in
{\displaystyle {\frac {1}{\Gamma (\alpha )}}\int _{0}^{\infty }t^{\alpha -1}f(x-t)\mathrm {d} t={\frac {1}{\Gamma (\alpha )}}\int _{-\infty }^{\infty }t_{+}^{\alpha -1}f(y)\mathrm {d} y} mit {\displaystyle t_{+}^{\alpha }={\begin{cases}t^{\alpha }&\forall t>0\\0&\forall t\leq 0\end{cases}}}
{\displaystyle \Rightarrow \left(I_{+}^{\alpha }f\right)(x)=\left(f*{\frac {x_{+}^{\alpha -1}}{\Gamma (\alpha )}}\right)(x)}
Daher ergibt die Fouriertransformation für {\displaystyle 0<\alpha <1}
{\displaystyle \left(I_{+}^{\alpha }f\right)^{\sim }(k)=\left({\mathcal {F}}I_{+}^{\alpha }f\right)(k)=\left({\mathcal {F}}{\frac {x_{+}^{\alpha -1}}{\Gamma (\alpha )}}\right)(k)({\mathcal {F}}f)(k)=(2\pi ik)^{-\alpha }{\tilde {f}}(k)}
Man sieht also, dass der fraktionale Riemann-Liouville-Integraloperator durch die Laplacefaltung, der fraktionale Weyl-Integraloperator entsprechend durch die Fourierfaltung diagonalisiert wird.

### Beispiele
{\displaystyle {\underline {f(x)=x^{\beta }}}}:
{\displaystyle \left(I_{0+}^{\alpha }f\right)(x)={\frac {1}{\Gamma (\alpha )}}\int _{0}^{x}(x-y)^{\alpha -1}y^{\beta }\mathrm {d} y={\frac {x^{\alpha -1}}{\Gamma (\alpha )}}\int _{0}^{x}\left(1-{\frac {y}{x}}\right)^{\alpha -1}y^{\beta }\mathrm {d} y}
Substituiere {\displaystyle z(y)=y/x\rightarrow dy=xdz}
{\displaystyle \left(I_{0+}^{\alpha }f\right)(x)={\frac {x^{\alpha +\beta }}{\Gamma (\alpha )}}\int _{0}^{1}(1-z)^{\alpha -1}z^{\beta }\mathrm {d} z={\frac {\mathrm {B} (\beta +1,\alpha )x^{\alpha +\beta }}{\Gamma (\alpha )}}={\frac {\Gamma (\beta +1)}{\Gamma (\alpha +\beta +1)}}x^{\alpha +\beta }}
Im Spezialfall α=1 wird daraus
{\displaystyle \left(I_{0+}^{1}f\right)(x)={\frac {\Gamma (\beta +1)}{\Gamma (\beta +2)}}x^{1+\beta }={\frac {\Gamma (\beta +1)}{(\beta +1)\Gamma (\beta +1)}}x^{\beta +1}={\frac {1}{\beta +1}}x^{\beta +1}}
{\displaystyle {\underline {f(x)=e^{ax}}}} mit der Substitution {\displaystyle z=a(x-y)}:
{\displaystyle \left(I_{+}^{\alpha }f\right)(x)={\frac {1}{\Gamma (\alpha )}}\int _{-\infty }^{x}(x-y)^{\alpha -1}e^{ay}\mathrm {d} y=-{\frac {1}{\Gamma (\alpha )}}\int _{\infty }^{0}\left({\frac {z}{a}}\right)^{\alpha -1}e^{ax-z}{\frac {1}{a}}\mathrm {d} z={\frac {a^{-\alpha }e^{ax}}{\Gamma (\alpha )}}\int _{0}^{\infty }z^{\alpha -1}e^{-z}\mathrm {d} z=a^{-\alpha }e^{ax}}
Man erkennt also, dass man auch bei diesem Integraloperator, ähnlich wie bei Eulers Ansatz, „wissen muss“, von wo bis wo man zu integrieren hat, um die eigentliche Stammfunktion einer Funktion zu erhalten, jedoch steckt dies in der Operatordefinition explizit drin. Somit muss die untere Grenze so gewählt werden, dass in {\displaystyle F(x)-F(a)} (siehe ganz oben, Def. von Ia+) das F(a) verschwindet und man F(x) (bzw. das fraktionale Äquivalent dazu) erhält. So haben wir in diesem zweiten Beispiel {\displaystyle e^{ax}} von -∞ bis x integriert, wohlwissend, dass eax für a → -∞ gegen 0 geht. Daher integrieren wir diese Funktion einfach noch einmal, diesmal jedoch mit unterer Grenze 0 und der Substitution {\displaystyle z=x-y}:
{\displaystyle \left(I_{0+}^{\alpha }e^{ax}\right)(x)={\frac {1}{\Gamma (\alpha )}}\int _{0}^{x}(x-y)^{\alpha -1}e^{ay}\mathrm {d} y={\frac {1}{\Gamma (\alpha )}}\int _{0}^{x}z^{\alpha -1}e^{a(x-z)}\mathrm {d} z={\frac {e^{ax}}{\Gamma (\alpha )}}\int _{0}^{x}z^{\alpha -1}e^{-z}\mathrm {d} z}
Substituiert man hier nun noch az mit t, dann ergibt sich:
{\displaystyle ={\frac {e^{ax}}{\Gamma (\alpha )a^{\alpha -1}}}\int _{0}^{ax}t^{\alpha -1}e^{-t}{\frac {1}{a}}\mathrm {d} t={\frac {\gamma (\alpha ,ax)}{\Gamma (\alpha )}}a^{-\alpha }e^{ax}}
{\displaystyle {\underline {f(x)=(x+c)^{\beta }}}}:
{\displaystyle \left(I_{0+}^{\alpha }f\right)(x)={\frac {1}{\Gamma (\alpha )}}\int _{0}^{x}(x-y)^{\alpha -1}(y+c)^{\beta }\mathrm {d} y={\frac {c^{\beta }x^{\alpha -1}}{\Gamma (\alpha )}}\int _{0}^{x}\left(1-{\frac {y}{x}}\right)^{\alpha -1}\left(1+{\frac {y}{c}}\right)^{\beta }\mathrm {d} y}
Substitution von z mit y/x führt auf
{\displaystyle \left(I_{0+}^{\alpha }f\right)(x)={\frac {c^{\beta }x^{\alpha }}{\Gamma (\alpha )}}\int _{0}^{1}(1-z)^{\alpha -1}\left(1+{\frac {xz}{c}}\right)^{\beta }\mathrm {d} z}
Man vergleiche dies mit {\displaystyle \int _{0}^{1}y^{a-1}(1-y)^{c-a-1}(1-zy)^{-b}\mathrm {d} y={\frac {\Gamma (c-a)\Gamma (a)}{\Gamma (c)}}{}_{2}F_{1}(a,b;c;z)}. Man sieht, dass man einfach a=1, b=-β, c=α+1 und z=-x/c setzen muss, um das obige Integral zu erhalten. Also ist
{\displaystyle \left(I_{0+}^{\alpha }f\right)(x)={\frac {x^{\alpha }c^{\beta }}{\Gamma (\alpha +1)}}{\frac {\Gamma (\alpha +1-1)\Gamma (1)}{\Gamma (\alpha +1)}}{}_{2}F_{1}\left(1,-\beta ;\alpha +1;-{\frac {x}{c}}\right)={\frac {c^{\beta }}{\Gamma (\alpha +1)}}{}_{2}F_{1}\left(1,-\beta ;\alpha +1;-{\frac {x}{c}}\right)x^{\alpha }}

### Integration von hypergeometrischen Funktionen
Da sich mit hypergeometrischen Funktionen sehr viele andere Funktionen darstellen lassen bietet es sich an, hier eine Formel zu deren Integration darzustellen.
{\displaystyle f(x)={}_{p}F_{q}(a_{1},\dots ,a_{p};b_{1},\dots ,b_{q};x)}
{\displaystyle (I_{0+}^{\alpha }f)(x)={\frac {x^{\alpha }}{\Gamma (\alpha +1)}}{}_{p+1}F_{q+1}(a_{1},\dots ,a_{p},1;b_{1},\dots ,b_{q},1+\alpha ;x)}

### Dualität der Operatoren + und –
Ganz allgemein gilt
{\displaystyle \int _{a}^{b}f(x)\left(I_{a+}^{\alpha }g\right)(x)\mathrm {d} x=\int _{a}^{b}\left(I_{b-}^{\alpha }f\right)(x)g(x)\mathrm {d} x}.
Die beiden Riemann-Liouville- und die beiden Weylintegrale sind also jeweils dual zueinander. So kann man in Integralen das fraktionale Integral von einer Funktion auf die leichter zu integrierende verschieben.

## Definition allgemeiner frakt. IntegraloperatorenIαundI⋆α

### Erste Verallgemeinerung der fraktionalen Integration
Durch den Ansatz
{\displaystyle \left(I^{\alpha }f\right)(x)={\frac {1}{C(\alpha )}}\int _{-\infty }^{\infty }\vert x-y\vert ^{\alpha -1}f(y)\mathrm {d} y}
soll versucht werden, einen allgemeineren Integraloperator zu definieren. Die Betragsstriche statt einfach runde Klammern deuten bereits an, dass für diesen eine Art Kugelsymmetrie vorausgesetzt wird. C(α) soll so bestimmt werden, dass die Additivität der Ordnung (IαIβ=Iα+β) weiterhin gilt. Man kann schon vermuten, dass dieser Operator einfach eine Linearkombination aus den bereits bekannten Weylintegraloperatoren ist, was man auch beweisen kann:
{\displaystyle \left(I^{\alpha }f\right)(x)={\frac {1}{C(\alpha )}}\left[\int _{-\infty }^{x}(x-y)^{\alpha -1}f(y)\mathrm {d} y+\int _{x}^{\infty }(y-x)^{\alpha -1}f(y)\mathrm {d} y\right]={\frac {\Gamma (\alpha )}{C(\alpha )}}\left[\left(I_{+}^{\alpha }f)(x)+(I_{-}^{\alpha }f\right)(x)\right]}
Also ist
{\displaystyle I^{\alpha }={\frac {\Gamma (\alpha )}{C(\alpha )}}\left(I_{+}^{\alpha }+I_{-}^{\alpha }\right)}
was man auch auf höhere Dimensionen verallgemeinern kann:
{\displaystyle \left(I^{\alpha }f\right)\left({\vec {x}}\right)={\frac {1}{C(d,\alpha )}}\int _{\mathbb {R} ^{d}}\vert {\vec {x}}-{\vec {y}}\vert ^{\alpha -d}f\left({\vec {y}}\right)\mathrm {d} {\vec {y}}}
Nun ist die Frage, wie C(d,α) bestimmt werden kann. Wenn man die Wahl so treffen möchte, dass {\displaystyle \left(I^{\alpha }f\right)^{\sim }\left({\vec {k}}\right)=\left|2\pi {\vec {k}}\right|^{-\alpha }{\tilde {f}}\left({\vec {k}}\right)} gilt, dann ergibt sich nach eingehendem Studium der Fouriertransformation für C(d,α):
{\displaystyle C(d,\alpha )={\frac {2^{\alpha }\pi ^{\frac {d}{2}}\Gamma \left({\frac {\alpha }{2}}\right)}{\Gamma \left({\frac {d-\alpha }{2}}\right)}}}.
Unter Ausnutzung der Formeln {\displaystyle \Gamma (2z)={\frac {2^{2z-1}}{\sqrt {\pi }}}\Gamma (z)\Gamma \left(z+{\frac {1}{2}}\right)} und {\displaystyle \Gamma \left({\frac {1-z}{2}}\right)\Gamma \left({\frac {1+z}{2}}\right)={\frac {\pi }{\cos \left(z{\frac {\pi }{2}}\right)}}} ergibt sich somit im eindimensionalen Fall:
{\displaystyle \left(I^{\alpha }f\right)(x)={\frac {1}{2\Gamma (\alpha )\cos \left(\alpha {\frac {\pi }{2}}\right)}}\int _{-\infty }^{\infty }\vert x-y\vert ^{\alpha -1}f(y)\mathrm {d} y.}
Dies wird fraktionales Riesz-Feller-Integral genannt.

### Weitere Verallgemeinerung der fraktionalen Integration
Die Formel {\displaystyle I^{\alpha }={\frac {\Gamma (\alpha )}{C(\alpha )}}\left(I_{+}^{\alpha }+I_{-}^{\alpha }\right)} lässt den Schluss zu, dass man weitere derart allgemeine Integraloperatoren durch
{\displaystyle I^{\alpha }={\frac {\Gamma (\alpha )}{C(\alpha )}}\left(c_{+}I_{+}^{\alpha }+c_{-}I_{-}^{\alpha }\right)}
definieren kann, was das Riesz-Feller-Integral zum Spezialfall c+=c-=1 macht. Z. B. ergibt sich für c+=1 und c-=−1
{\displaystyle \left({I^{\star }}^{\alpha }f\right)(x)={\frac {\Gamma (\alpha )}{C(\alpha )}}\left(\left(I_{+}^{\alpha }f\right)(x)-\left(I_{-}^{\alpha }f\right)(x)\right)={\frac {1}{2\Gamma (\alpha )\sin \left(\alpha {\frac {\pi }{2}}\right)}}\int _{-\infty }^{\infty }\operatorname {sign} (x-y)\vert x-y\vert ^{\alpha -1}f(y)\mathrm {d} y}
Diese beiden Operatoren sind verknüpft durch die Hilberttransformation:
{\displaystyle {I^{\star }}^{\alpha }={\mathcal {H}}I^{\alpha }\land I^{\alpha }={\mathcal {H}}{I^{\star }}^{\alpha }}
Feller hat für Integrale der Form
{\displaystyle \left(I_{\delta }^{\alpha }f\right)(x)={\frac {1}{\Gamma (\alpha )\sin(\alpha \pi )}}\int _{-\infty }^{\infty }\sin \left(\alpha \left({\frac {\pi }{2}}+\delta \operatorname {sign} (y-x)\right)\right)\vert x-y\vert ^{\alpha -1}f(y)\mathrm {d} y}
bewiesen, dass die Additivität der Ordnung gilt. Diese Integrale lassen sich ebenfalls als Linearkombination der obigen Form darstellen, dazu muss man nur
{\displaystyle c_{\pm }={\frac {\sin \left(\alpha {\frac {\pi }{2}}\mp \delta \alpha \right)}{\sin(\alpha \pi )}}}
wählen.

## Beispiele fraktionaler Integralgleichungen in der Physik

### Tautochronenproblem
Problem in zwei Dimensionen: ein Massepunkt fällt unter Einfluss der Schwerkraft entlang einer festen, aber unbekannten Bahn y=h(x) von der Höhe y0 auf Höhe y1; die Zeit, die er dafür benötigt, wird angegeben mit {\displaystyle T_{y_{0}}\left(y_{1}\right)} = Zeit des Falles von festem y0 zu variablem y1. Die Frage ist nun: Lässt sich aus Kenntnis der Fallzeiten {\displaystyle T_{y_{0}}(y)\;\forall \;y\in \left[y_{1},y_{0}\right]} allein bereits h(x) bestimmen?
Wir setzen v(y) gleich dem Betrag der Momentangeschwindigkeit, dann ergibt sich für die Zeitdauer des Falles von P0 auf P1: {\displaystyle T_{y_{0}}(y_{1})=\int _{P_{0}\left(x_{0},y_{0}\right)}^{P_{1}\left(x_{1},y_{1}\right)}{\frac {\mathrm {d} s(y)}{v(y)}}} mit s(y) gleich dem zurückgelegten Wert als Funktion der Höhe. Wenn nun y=h(x) invertierbar ist, dann ist x=h−1(y)=Φ(y) und das Bogenlängendifferential {\displaystyle \mathrm {d} s={\sqrt {1+\Phi '(y)^{2}}}\mathrm {d} y} mit der Bogenlänge {\displaystyle s=\int _{y_{0}}^{y_{1}}{\sqrt {1+\Phi '^{2}}}\mathrm {d} y}
Aus dem Energiesatz {\displaystyle mg(y_{0}-y)={\frac {m}{2}}v(y)^{2}} folgt {\displaystyle v(y)={\sqrt {2g\left(y_{0}-y\right)}}}. Einsetzen in die Gleichung für T ergibt
{\displaystyle T_{y_{0}}\left(y_{1}\right)=\int _{y_{0}}^{y_{1}}{\sqrt {\frac {1+\Phi '(y)^{2}}{2g(y_{0}-y)}}}\mathrm {d} y}
Definiert man nun {\displaystyle f(y)={\sqrt {\frac {\pi }{2g}}}{\sqrt {1+\Phi '(y)^{2}}}} (und bedenkt, dass {\displaystyle {\sqrt {\pi }}=\Gamma \left({\frac {1}{2}}\right)} ist), dann ergibt sich
{\displaystyle T_{y_{0}}\left(y_{1}\right)={\frac {1}{\Gamma \left({\frac {1}{2}}\right)}}\int _{y_{0}}^{y_{1}}{\frac {f(y)}{\left(y-y_{0}\right)^{\frac {1}{2}}}}\mathrm {d} y=\left(I_{y_{0}+}^{\frac {1}{2}}f\right)\left(y_{1}\right)}